# 武器等製造法
武器等製造法（ぶきとうせいぞうほう、昭和28年8月1日法律第145号）は、武器、猟銃等の製造規制に関する日本の法律である。
1953年8月1日に公布された。経済産業省製造産業局航空機武器宇宙産業課が所管し、同省商務情報政策局産業保安グループ鉱山・火薬類監理官職、警察庁警備局外事課、防衛装備庁装備政策部装備政策課、陸上自衛隊補給統制本部、航空自衛隊補給本部、海上自衛隊補給本部並びに農林水産省農村振興局鳥獣対策・農村環境課など各省庁と連携して執行にあたる。

## 概要
武器の製造の事業の事業活動を調整することによつて、国民経済の健全な運行に寄与するとともに、武器及び猟銃等の製造、販売その他の取扱を規制することによつて、公共の安全を確保することを目的としている。
武器、猟銃等の製造（改造、修理も含む）については経済産業省の所管となる。
敗戦後、日本では兵器航空機等生産制限に関する件というポツダム共同省令によって全面的に禁止されていたが、1952年（昭和27年）4月28日の対日講和条約発効により日本が主権を回復してから、本法律が1953年9月1日に施行されるまで、一時的に武器生産を規制する法律がなかった。
この法律は武器生産を促進する法律でもなく、また禁止するための法律でもなく、あくまでも武器生産を調整するための法律である。その観点からこの法律は武器輸出も奨励はしないが否定もされないというのが政府の立場である。

## 定義
この法律では「武器」「猟銃等」について以下のように定義している。
武器
- 銃砲
- 銃砲弾
- 爆発物
- 爆発物を投下し、又は発射する機械器具
  - ロケット弾発射機
  - 爆雷投射機
  - 魚雷発射管
  - 爆弾投下器
- 「銃砲」「銃砲弾」「爆発物」「爆発物投下機械器具」「爆発物発射機械器具」に類する機械器具
  - 銃剣
  - 火炎発射機
  - 銃砲を搭載する構造を有する装甲車両であって、無限軌道装置により走行するもの
- 「銃砲」「銃砲弾」「爆発物」「爆発物投下機械器具」「爆発物発射機械器具」「これら類する機械器具」に使用される部品
  - 銃砲の部品
    - 銃身
    - 拳銃の機関部体
    - 拳銃の回転弾倉
    - 拳銃のスライド
    - 銃架
    - 砲身
    - 砲架

  - 銃砲弾の部品
    - 銃弾の弾丸
    - 火薬類が入っていない信管
    - 砲弾の弾体
    - 薬莢

  - 爆発物の部品
    - 火薬類が入っていない信管
    - ロケット弾の弾体
    - 手榴弾の弾体
    - 地雷の外殻
    - 爆雷の外殻
    - 機雷の本体の外殻
    - 魚雷の気室
    - 爆弾の弾体

猟銃等
- 猟銃
- 捕鯨砲
- 銛銃
- 屠殺銃
- 空気銃

## 構成
- 第1章 - 総則（第1条 - 第2条）
- 第2章 - 武器（第3条 - 第16条）
- 第3章 - 猟銃等（第17条 - 第20条）
- 第4章 - 雑則（第21条 - 第30条）
- 第5章 - 罰則（第31条 - 第35条）
- 附則

## 資格
- 武器製造事業者
- 猟銃等製造事業者

## 関連書籍
- 森本正崇『武器輸出三原則』信山社、2011年。ISBN 9784797258653。